# Tilloclytus balteatus
Tilloclytus balteatus är en skalbaggsart som först beskrevs av Louis Alexandre Auguste Chevrolat 1860.  Tilloclytus balteatus ingår i släktet Tilloclytus och familjen långhorningar.
Artens utbredningsområde är Honduras. Inga underarter finns listade i Catalogue of Life.